# Pepé Le Pew
Pepé Le Pew là một nhân vật trong loạt phim hoạt hình Looney Tunes và Merrie Melody của Warner Bros., được giới thiệu lần đầu tiên vào năm 1945. Được miêu tả là một con chồn hôi sọc Pháp, Pepé liên tục tìm kiếm tình yêu và sự đánh giá cao. Tuy nhiên, mùi chồn hôi khó chịu và sự theo đuổi lãng mạn mạnh mẽ của anh ta thường khiến các nhân vật khác chạy khỏi anh ta.

## Nội dung
Cốt truyện của Pepé Le Pew thường liên quan đến Pepé trong việc theo đuổi một con mèo đen, người mà Pepé nhầm lẫn với một con chồn hôi ("la belle lady skunk fatale"). Con mèo, được đặt tên hồi tố là Penelope Pussycat, thường có một dải màu trắng vẽ xuống lưng, thường là do tai nạn (chẳng hạn như bằng cách ép dưới hàng rào bằng sơn trắng ướt). Penelope điên cuồng chạy ra khỏi anh ta vì mùi hôi thối, cách cư xử quá khích của anh ta hoặc cả hai, trong khi Pepé đuổi theo cô ta với tốc độ nhàn nhã.

### Cài đặt
Các thiết lập luôn luôn là một mise-en-scène vang vọng với tiếng Pháp gãy. Chúng bao gồm Paris vào mùa xuân, Sahara, Matterhorn hoặc ngôi làng nhỏ N'est-ce Pas trên dãy núi Alps của Pháp. Các địa phương kỳ lạ, như Algiers, được rút ra từ câu chuyện Pepé Le Moko. Các thiết lập liên quan đến văn hóa phổ biến với sự lãng mạn, chẳng hạn như Champs-Élysées hoặc Tháp Eiffel, đôi khi có mặt.

### Lòng tự ái
Pepé mô tả Penelope là người may mắn khi trở thành đối tượng của tình cảm của anh ta và sử dụng một mô hình lãng mạn để giải thích những thất bại của anh ta để quyến rũ cô. Ví dụ, anh mô tả một cú đánh búa vào đầu anh như một hình thức tán tỉnh hơn là từ chối. Theo đó, anh ta cho thấy không có dấu hiệu thương tích hoặc mất tự tin, bất kể anh ta bị cự tuyệt bao nhiêu lần.
Trong một sự đảo ngược vai trò, giải thưởng Học viện giành được  năm 1949 viết tắt cho Scent-imental R Lý do kết thúc bằng một màu xanh vô tình được sơn (và bây giờ là nỗi kinh hoàng) Pepé bị Penelope (người bị đắm mình trong nước bẩn thỉu), đuổi theo. cô ấy với vẻ ngoài bụ bẫm và cái đầu lạnh đang phát triển, hoàn toàn làm nghẹt mũi). Hóa ra màu mới của Pepé phù hợp với cô ấy (cộng với thực tế là màu sơn xanh hiện bao phủ mùi hương của anh ấy). Penelope nhốt anh ta vào trong một cửa hàng nước hoa, giấu chìa khóa xuống ngực cô và tiến hành đuổi theo Pepé đang bị giam cầm và không mùi một cách hiệu quả.
Trong một đoạn ngắn khác, Little Beau Pepé, Pepé, cố gắng tìm ra loại nước hoa kích thích nhất để gây ấn tượng với Penelope, phun ra một sự kết hợp của nước hoa và colognes trên chính mình. Điều này dẫn đến một cái gì đó gần với một lọ thuốc tình yêu, khiến Penelope rơi vào tình yêu điên cuồng với Pepé trong một vụ nổ của trái tim. Pepé được tiết lộ là vô cùng sợ hãi với những người phụ nữ quá tình cảm ("Nhưng thưa bà!"), Rất mất tinh thần, vì Penelope nhanh chóng bắt anh ta và làm anh ta yêu nhiều hơn những gì anh ta có thể tưởng tượng.
Và một lần nữa, trong Thực sự mùi hương, Pepé loại bỏ mùi hôi của mình bằng cách nhốt mình trong một nhà máy khử mùi để Penelope (hay còn gọi là "Fabrette", trong trường hợp này, một con mèo đen có vết bớt đáng tiếc) sẽ thích anh ta (đây cũng là tập duy nhất rằng Pepé nhận thức sâu sắc về mùi của chính mình, khi kiểm tra từ "Pew" trong từ điển). Tuy nhiên, Penelope (người trong bức ảnh này thực sự đang cố gắng có mối quan hệ với Pepé vì tất cả những con mèo đực của New Orleans đưa cô ấy trở thành một con chồn hôi và chạy như blazes, nhưng bị mùi của anh ta quyết định) phù hợp với ngoại hình của cô ấy và đã nhốt mình trong một nhà máy phô mai Limburger. Bây giờ mạnh mẽ và đòi hỏi nhiều hơn, Penelope nhanh chóng dồn ép Pepé kinh hoàng, người sau khi ngửi thấy mùi hôi thối mới của mình, không muốn gì hơn là thoát khỏi con mèo cái ham mê. Thật không may, cô sẽ không trả lời "không" cho câu trả lời và tiến hành đuổi Pepé ra xa, không có ý định để anh trốn thoát.
Mặc dù Pepé thường nhầm Penelope với một con chồn hôi cái, trong Past Perfumance, anh nhận ra rằng cô là một con mèo khi sọc của cô được rửa sạch. Không nản lòng, anh ta tiến hành phủ dải màu trắng của mình bằng sơn đen, lấy sự xuất hiện của một con mèo trước khi tiếp tục cuộc rượt đuổi.
Để nhấn mạnh sự thống trị vui vẻ của Pepé về tình huống này, Penelope luôn câm lặng (hay chính xác hơn là chỉ tạo ra âm thanh của mèo tự nhiên, mặc dù có tiếng "le" rập khuôn trước mỗi người) trong những câu chuyện này; chỉ có Pepé tự lừa dối mới nói (một số nhân vật không định kỳ được đưa ra cuộc đối thoại tối thiểu, thường không có gì khác hơn là một "Le pew!" bị đẩy lùi).

### Biến thể
Đôi khi công thức này rất đa dạng. Trong phim hoạt hình đầu tiên của mình, Kitty có khả năng Odor, Pepé (người được tiết lộ là một con chồn hôi người Pháp tên là Henri trong thời gian ngắn này) đã vô tình theo đuổi một con mèo đực đã cố tình ngụy trang thành một con chồn hôi (hoàn toàn có mùi thơm của phô mai Limburger) để hù dọa một loạt các nhân vật đã ngược đãi anh ta. Scent-imental Over You có Pepé theo đuổi một con chó cái đã mặc bộ lông chồn hôi (nhầm nó với một chiếc áo khoác lông thú). Cuối cùng, cô ấy bỏ tấm da của mình, tiết lộ rằng cô ấy là một con chó. Pepé sau đó "tiết lộ" mình là một con chó khác và hai người ôm nhau. Tuy nhiên, sau đó anh tiết lộ với khán giả rằng anh vẫn là một con chồn hôi. Trong Wild Over You, Pepé cố gắng quyến rũ một con mèo hoang đã trốn thoát khỏi một sở thú (trong thời gian được gọi là "Le grande tour du Zoo" tại một triển lãm năm 1900) và vẽ mình trông giống như một con chồn hôi để trốn tránh những người canh giữ cô. Phim hoạt hình này đáng chú ý vì không chỉ chuyển hướng từ Pepé / nữ-mèo-đen năng động, mà còn thể hiện một cách táo tợn rằng Pepé thích bị đánh đập, xem xét con mèo hoang đánh anh ta nhiều lần. Thực sự Scent cũng là một cuộc lật đổ với Penelope (ở đây được gọi là "Fabrette") đã thu hút anh ta ngay từ đầu, loại bỏ nhu cầu để Pepé đuổi theo cô khi cô đến bên anh. Nhưng mùi hương của Pepé vẫn gây ra vấn đề cho cô khi họ cố gắng xây dựng mối quan hệ.

## sản xuất
Chuck Jones, người tạo ra Pepé, đã viết rằng Pepé dựa trên tính cách của đồng nghiệp Termite Terrace, nhà văn Tedd Pierce, một "người đàn ông" tự phong, người luôn cho rằng sự mê đắm của anh ta được đáp lại.   Giọng nói của  Pepé, do Mel Blanc cung cấp, được dựa trên Pépé le Moko của Charles Boyer từ Algiers (1938), phiên bản làm lại của bộ phim Pháp năm 1937 Pépé le Moko. Eddie Selzer, nhà sản xuất phim hoạt hình, kẻ thù cay đắng nhất của Jones và Jones tại Warners sau đó đã từng bình luận một cách thô tục rằng không ai sẽ cười vào những bộ phim hoạt hình đó.   Tuy nhiên, điều này không khiến Selzer không nhận giải thưởng cho một trong những bức ảnh của Pepé vài năm sau đó. Đã có giả thuyết cho rằng Pepé dựa trên Maurice Chevalier. Tuy nhiên, trong bộ phim ngắn Chuck Jones: Memories of Childhood, Jones nói rằng Pepé thực sự dựa vào chính mình, nhưng anh ta rất nhút nhát với các cô gái, và Pepé rõ ràng là không. Một nguyên mẫu Pepé xuất hiện trong Bugs Bunny Rides Again năm 1947, nhưng âm thanh tương tự như Porky Pig.
Trong quần short, một loại giả tiếng Pháp hoặc tiếng Franglais được nói và viết chủ yếu bằng cách thêm "le" vào các từ tiếng Anh (ví dụ: "le skunk de pew"), hoặc bằng cách xâu chuỗi các cách diễn đạt tiếng Pháp với tiếng Anh, chẳng hạn như "Marré Maroon!", "Đậu phộng ngọt giòn của tôi", "Hãy đến với tôi, collie dưa nhỏ của tôi!" hoặc "Ah, em yêu của anh, đó là tình yêu từ cái nhìn đầu tiên, phải không, không?" và "Đó là tình yêu trước mắt!" Nhà văn chịu trách nhiệm cho những dị tật này là Michael Malta.
Một số đoạn hội thoại từ giải Oscar ngắn năm 1949 vì lý do Scent-imental:
Pepé: (hát) Chuyện tình cảm? Affaire de cœur? Je ne sais quoiio je vive en Espoir. (Sniffs) Mmmm m mm Bắn un smella vous finezio (Hums)
Gendarme: Le kittee quel odeur khủng khiếp !!
Người tuyên truyền: Allez Gendarme !! Allez !! Retournez-moi !! Cái này !! Ôi, pauvre moi, tôi đang phá sản (Sobs)
Mèo / Penelope: Lê mew? Lê purrrrrrr.
Người tuyên truyền: Aa-ahhh. Lê âm hộ hung dữ! Loại bỏ zot skunk! Zot cat-cực từ cơ sở ze !! Avec !!
Cat / Penelope: (Mùi chồn hôi) Ngửi, ngửi, ngửi, ngửi, ngửi.
Pepé: Quel est? * thông báo mèo * Ahh làng le belle lady skunk fatale * bấm lưỡi hai lần *
Giọng nói của Blanc cho nhân vật gần giống với giọng anh sử dụng cho "Giáo sư Le Blanc", người hướng dẫn violin bị quấy rầy trong Chương trình Jack Benny.
Phim hoạt hình của Pepé Le Pew được lồng tiếng Pháp; trong phiên bản tiếng Pháp (Pépé le putois), Pepé nói với giọng Ý nặng nề. Giọng anh là một sự nhại lại của Yves Montand.

### Xuất hiện Cameo
Chuck Jones lần đầu tiên giới thiệu nhân vật (ban đầu có tên là Stinky) trong Kitty ngắn có khả năng gây mùi (xem " Biến thể " năm 1945), trong đó anh được tiết lộ là một con chồn hôi Mỹ đã kết hôn tên Henry, người đã giả giọng của anh. Đối với các phim hoạt hình còn lại do Jones đạo diễn, Pepé vẫn giữ nguyên giọng nói, quốc tịch và tình trạng độc thân có mục đích xuyên suốt, và đối tượng theo đuổi của anh hầu như luôn là nữ.
Một sự xuất hiện cameo thứ hai [ mơ hồ ] có thể là vào cuối Fair và Worm-er (Chuck Jones, 1946). Con chồn hôi này không biết nói, nhưng trông giống hệt nhau (hoặc có quan hệ gần gũi) và chia sẻ cùng một chế độ di chuyển và một chút biến đổi của âm nhạc nhảy của Pepé. Chức năng của anh ta ở đây là đuổi theo một chuỗi các nhân vật, những người đã từng rượt đuổi nhau (à la " Có một bà già nuốt một con ruồi ").
Một con chồn hôi thường được xác định là Pepé xuất hiện trong bộ phim hoạt hình nghệ thuật mang tên Odor of the Day (1948) của Art Davis; trong mục này, chủ đề của sự theo đuổi lãng mạn bị thiếu là con chồn hôi (trong vai trò không nói, để dành cho một "Gesundheit!" được chia sẻ vào lúc kết thúc) với một con chó đực để ở trong một ngày mùa đông lạnh. Đây là một trong hai phim hoạt hình mà nhân vật, nếu đây thực sự là Pepé, sử dụng bình xịt mùi hương của anh ta như một vũ khí có chủ ý: bắn từ đuôi của anh ta như thể đó là một khẩu súng máy. Một cái khác là Touché và Go, nơi anh ta tự giải thoát mình khỏi hàm của một con cá mập bằng cách tiết ra mùi của mình vào miệng cá mập.
Pepé tạo ra một vai khách mời rõ ràng hơn trong Dog Pounded (1954), nơi anh ta bị Sylvester thu hút sau khi anh ta cố gắng đi xung quanh một bầy chó bảo vệ, trong nỗ lực mới nhất của anh ta để bắt và ăn Tweety, bằng cách vẽ một dải trắng xuống lưng anh ta (trong lần xuất hiện duy nhất của Pepé trong một đoạn ngắn Freleng).
Pepé có thể xuất hiện nhỏ bé như một con chồn hôi trong Chuột con được đặt (1959), nơi anh được một cặp vợ chồng chuột miễn cưỡng nhận nuôi ở cuối phim hoạt hình.

### Xuất hiện sau này
Pepé sẽ có một vai khách mời trong Who frames Roger Rabbit, nhưng sau đó đã bị loại mà không rõ lý do. [1]
Pepé đã xuất hiện vài lần trong loạt phim Cuộc phiêu lưu Tiny Toon năm 1990 với tư cách là giáo sư tại Acme Looniversity và là người cố vấn cho nhân vật chồn hôi Fifi La Fume. Anh ấy đã xuất hiện một thời gian ngắn trong "The Looney Beginning" và có một vai khách mời mở rộng hơn trong "Đó là một cuộc phiêu lưu đặc biệt Giáng sinh Toon Adventures tuyệt vời". Phân đoạn "Hết mùi" từ tập phim "Ngày người xem thư" đã thấy nhân vật Elmyra cải trang thành Pepé trong nỗ lực dụ dỗ Fifi vào bẫy, chỉ khi Fifi bắt đầu hung hăng tán tỉnh cô.
Pepé cũng xuất hiện một vai khách mời trong Histeria! tập "Khi nước Mỹ còn trẻ" và trong phân đoạn Goodfeathers, "Chúng tôi không có bồ câu", trên Animaniacs.
Trong phim hoạt hình ngắn Carrotblanca năm 1995, một sự nhại lại / tôn kính của bộ phim kinh điển Casablanca, cả Pepé và Penelope đều xuất hiện: Pepé (do Greg Burson lồng tiếng) trong vai Đại úy Renault và Penelope (do Tress MacNeille lồng tiếng) là "Kitty Ketty" (được mô phỏng theo Ingrid Hiệu suất của Bergman trong vai Ilsa). Không giống như những lần xuất hiện khác của nhân vật trong phim hoạt hình, Penelope (vai Kitty) có những phần nói rộng rãi trong Carrotblanca.
Trong The Sylvester & Tweety Mysteries, trong tập phim "Platinum Wheel of Fortune", khi Sylvester có một dải trắng trên lưng, một con chồn hôi ngay lập tức yêu anh ta. Đây không phải là Pepé, mà là một nhân vật tương tự được xác định là "Pitu Le Pew" (lồng tiếng bởi Jeff Bennett). Tuy nhiên, anh ta nói, "Tôi có thể nói gì, Pepé Le Pew là anh em họ thứ ba của tôi. Nó chạy trong gia đình." Pepé sau đó sẽ xuất hiện trong tập phim "Is Paris Stinking" (một lần nữa được lồng tiếng bởi Greg Burson), nơi anh theo đuổi Sylvester, người vô tình mặc đồ kéo. Pepé sẽ xuất hiện một lần nữa trong Cuộc phiêu lưu bay cao của Tweety, yêu cả Sylvester và Penelope (Sylvester đã nhận được một dải trắng trên lưng từ Penelope khi họ chiến đấu với Tweety), thực sự thể hiện sự ưa thích đối với Sylvester.
Pepé, tại một thời điểm, không thể thiếu trong cốt truyện của bộ phim Looney Tunes: Back in Action (do Bruce Lanoil lồng tiếng). Ban đầu, một khi Bugs Bunny, Daffy Duck, DJ và Kate đến Paris, Pepé đã giao cho họ một cuộc giao ban trong một cửa hàng quà tặng. Có lẽ vì nhóm nhận được thiết bị của họ ở Khu vực 52, cảnh của Pepé đã bị cắt, và trong bộ phim cuối cùng, anh chỉ đóng một phần, ăn mặc như một sĩ quan cảnh sát, người cố gắng giúp DJ (do Brendan Fraser thủ vai) sau Kate (Kate) do Jenna Elfman thủ vai) bị bắt cóc. Tuy nhiên, một số hình ảnh động không được sử dụng của anh ấy và Penelope xuất hiện trong phần tín dụng cuối, do đó mang đến cho người xem cái nhìn hiếm hoi về cảnh bị cắt của anh ấy, và cảnh bị cắt của anh ấy xuất hiện trong bản chuyển thể in của phim. Pepé cũng xuất hiện trong Space Jam (do Maurice LaMarche lồng tiếng), nơi giọng nói của anh đã được thay đổi một cách tò mò thành một xấp xỉ của Maurice Chevalier, trái ngược với cách phát âm truyền thống hơn.
Trong Loonatics Unleashed, một người dựa trên Pepé Le Pew có tên Pierre Le Pew (lồng tiếng bởi Maurice LaMarche) đã xuất hiện như một trong những nhân vật phản diện của mùa thứ hai của chương trình. Ngoài ra, Pepé và Penelope Pussycat xuất hiện dưới dạng khách mời trong một màn hình của Otto the Odd trong tập phim "The Hunter". Trong tập phim "Thế giới là rạp xiếc của tôi", Lexi Bunny phàn nàn rằng "vẻ ngoài của Pepé Le Pew này chắc chắn không phải là tôi" sau khi bị biến thành một sinh vật giống như con chồn hôi.
Một quảng cáo AT & T theo chủ đề Ngày Valentine năm 2009 mang đến cho Pepé (được lồng tiếng bởi Jeff Bennett) và mối quan hệ của Penelope cho đến nay, miêu tả Penelope không bị Pepé đẩy lùi, nhưng yêu anh điên cuồng. Quảng cáo bắt đầu bằng việc Penelope cố tình vẽ một dải trắng trên lưng; khi điện thoại di động của cô đổ chuông và hiển thị hình ảnh của Pepé, trái tim đang đập của Penelope phình to dưới ngực cô trong một hình ảnh hoạt hình kinh điển.
Một phiên bản trẻ con của Pepé Le Pew đã xuất hiện trong Baby Looney Tunes. Trong tập phim "New Cat in Town", mọi người đều nghĩ rằng anh ta là một con mèo. Sylvester là người duy nhất biết sự thật. Khi Daffy đang chơi với máy tính xách tay, Sylvester đã tháo pin vì anh sợ mọi người sẽ tránh anh. Chúng ta cũng thấy một phiên bản trưởng thành của anh ta trên máy tính xách tay. Trong một tập phim khác có tựa đề "Dừng lại và ngửi mùi hoa", Pepé Le Pew được chứng minh là bạn tốt với một bé Gossamer và có vẻ hơi già hơn so với vẻ ngoài trước đây.
Pepé Le Pew đã xuất hiện trong The Looney Tunes Show tập "Only Only" do René Auberjonois lồng tiếng trong phần một và bởi Jeff Bergman trong phần hai. Anh có mặt trong cuộc hôn nhân sắp đặt của Bugs Bunny và Lola Bunny. Tất nhiên Lola cuối cùng đã yêu Pepé Le Pew. Anh cũng xuất hiện một đoạn ngắn với Penelope Pussycat trong phân khúc Merrie Melody "Cock of the Walk" được hát bởi Foghorn Leghorn. Anh ấy đã xuất hiện trong video âm nhạc của riêng mình "Skunk Funk" trong tập thứ 16 "That My Baby". Anh cũng xuất hiện trở lại trong một phân đoạn khác của Merrie Melody "You Like / I Like" được hát bởi Mac và Tosh. Sự xuất hiện đầu tiên của anh trong phần hai là trong tập phim thứ hai, có tựa đề "Bạn đã ghét thư", đọc một email đầy thù hận do Daffy Duck gửi. Anh ấy cũng có một sự xuất hiện ngắn trong đặc biệt Giáng sinh "A Christmas Carol", nơi anh ấy tham gia trong bài hát "Christmas Rules". Trong "Nhiệm vụ của Gribbler's", Pepé Le Pew được thể hiện trong cùng một liệu pháp nhóm với Daffy Duck, Marvin the Martian và Yosemite Sam.
Pepé Le Pew đã góp mặt trong quảng cáo MetLife năm 2012 với tựa đề "Mọi người". Trong đó, anh ta xuất hiện nhảy trong rừng và khi thấy tình yêu của anh ta Penelope Pussycat trên đỉnh lưng của Battle Cat, anh ta lập tức đuổi theo cô.
Pepé Le Pew đã xuất hiện trong Looney Tunes: Rabbits Run do Jeff Bergman lồng tiếng. Trong bộ phim này, anh là người đứng đầu một nhà chế tạo nước hoa lớn mà Lola muốn tạo ra một mùi hương đặc trưng cho.
Pepé Le Pew xuất hiện trong Giai điệu Looney mới (trước đây gọi là Wợi). Phiên bản này được mô tả như một đặc vụ bí mật giống như James Bond.
Pepé Le Pew xuất hiện trong các trò chơi video, Bugs Bunny Crazy Castle 3, Looney Tunes: Acme Arsenal, The Bugs Bunny Birthday blowout, Looney Tunes: Back in Action, Bugs Bunny Rabbit Rampage và Bugs Bunny: Crazy Castle 4.

## Phim truyện
Vào tháng 10 năm 2010, có thông tin rằng Mike Myers sẽ lồng tiếng cho Pepé Le Pew trong một bộ phim hành động trực tiếp dài dựa trên nhân vật, mặc dù không có thông tin nào về dự án này xuất hiện kể từ đó.  Vào tháng 7 năm 2016, tiết lộ tại San Diego Comic-Con rằng Max Landis đang thực hiện một bộ phim truyện Pepé Le Pew cho Warner Bros.

## Trong văn hóa đại chúng
Pepé Le Pew được tham khảo trong bài hát Beeswax của ban nhạc rock nổi tiếng của Mỹ Nirvana.

## Diễn viên lồng tiếng
- Mel Blanc (1945 Phản1985)
- Greg Burson (Cuộc phiêu lưu của Toon nhỏ, Carrotblanca, Người bí ẩn Sylvester và Tweety)
- Maurice LaMarche (Space Jam, Looney Tunes: Stranger Than Fiction)
- Billy West (Looney Tunes Racing, Looney Tunes: Space Race, Looney Tunes: Back in Action - The Video Game)
- Joe Alaskey (Cuộc phiêu lưu bay cao của Tweety, Bah, Humduck! Một giai điệu Giáng sinh Looney, TomTom Looney Tunes GPS)
- Terry Klassen (Giai điệu trẻ em)
- Bruce Lanoil (Giai điệu Looney: Trở lại hành động)
- René Auberjonois (Chương trình giai điệu Looney)
- Jeff Bergman (The Looney Tunes Show, Looney Tunes: Rabbits Run)
- Eric Bauza (Giai điệu Looney mới, Phim hoạt hình giai điệu Looney)
- Kevin Shinick (Điên)

## phim
(Đạo diễn Chuck Jones trừ khi có chỉ định khác)
- Kitty có thể ngửi (năm 1945) (chỉ xuất hiện và nhắc đến vợ của Pepé Le Pew)
- Fair và Worm-er (1946) (Lần xuất hiện thứ hai của Pepé với con sâu bị chim đuổi, bị mèo đuổi, bị chó đuổi, bị người đàn ông đuổi theo)
- Scent-imental Over You (1947) (chỉ có thời gian Pepé đuổi theo một con chó thay vì một con mèo)
- Mùi của ngày (1948) (phim hoạt hình duy nhất trong đó Pepé không phải là "chim yêu" và cũng không có giọng Pháp; do Arthur Davis đạo diễn)
- For Scent-imental R Reason (1949) (Giải thưởng Hàn lâm cho Phim ngắn hoạt hình hay nhất)
- Scentimental Romeo (1951)
- Little Pep Pepé (1952)
- Wild Over You (1953)
- Dog Pounded (1954) (cameo trong phim hoạt hình Sylvester và Tweety; đạo diễn Friz Freleng)
- Con mèo Bah (1954)
- Quá khứ nước hoa (1955)
- Giá trị của hai mùi hương (1955)
- Mùi hương thiên đường (1956)
- Chạm và đi (1957)
- Thực sự mùi hương (1959) (đạo diễn Abe Levitow với các họa sĩ hoạt hình của Jones, v.v.)
- Ai thơm bạn? (1960)
- Một mùi hương của Matterhorn (1961) (được ghi là M. Charl Jones)
- Louvre Hãy trở lại với tôi! (1962)